# La Pouquelaye de Faldouet
La Pouquelaye de Faldouet est un dolmen, situé sur le territoire de la paroisse de Saint-Martin, rue des Marettes, sur l'île Anglo-Normande de Jersey. 

## Dénomination
La Pouquelaye de Faldouet tient son nom des pierres pouquelées qui désignent un alignement de pierres formant un monument mégalithique de type dolmen. Le terme "pouquelé" ou "pouquelaye" est un mot d'origine normande, de "pouque" qui désigne une poche.
La Pouquelaye de Faldouet figure au verso de la pièce de dix pence de Jersey et a inspiré en 1855 le poème Nomen, numen, lumen à Victor Hugo, durant son exil à Jersey.

## Description
La Pouquelaye de Faldouet est composée de 17 orthostates formant un dolmen à couloir de 5 m de long, qui débouche sur une grande chambre ronde recouverte d'une unique table de couverture. Cette table de couverture, en rhyolite, pèse environ 24 t. Elle provient d'une carrière qui se trouve à environ 0,5 km au nord du site mégalithique. Le dolmen est entouré de deux murs en pierres sèches et d'une sorte d'anneau incomplet de pierres dressées. Ce grand espace circulaire n'était pas couvert.

## Vestiges
La Pouquelaye de Faldouet a été fouillée en 1839, 1868 et 1910. Les ossements humains correspondant à au moins trois adultes et deux enfants, dont l'un était un squelette complet en position assise dans une des chambres latérales ont été découverts. Le matériel archéologique se composait de deux fonds de vases, d'une petite tasse pigmentée, d'outils en silex, de haches et de marteaux en pierre.

## Datation
L'ensemble mégalithique a été érigé vers 4000 - 3250 av. J.-C.